# Prova di graffio

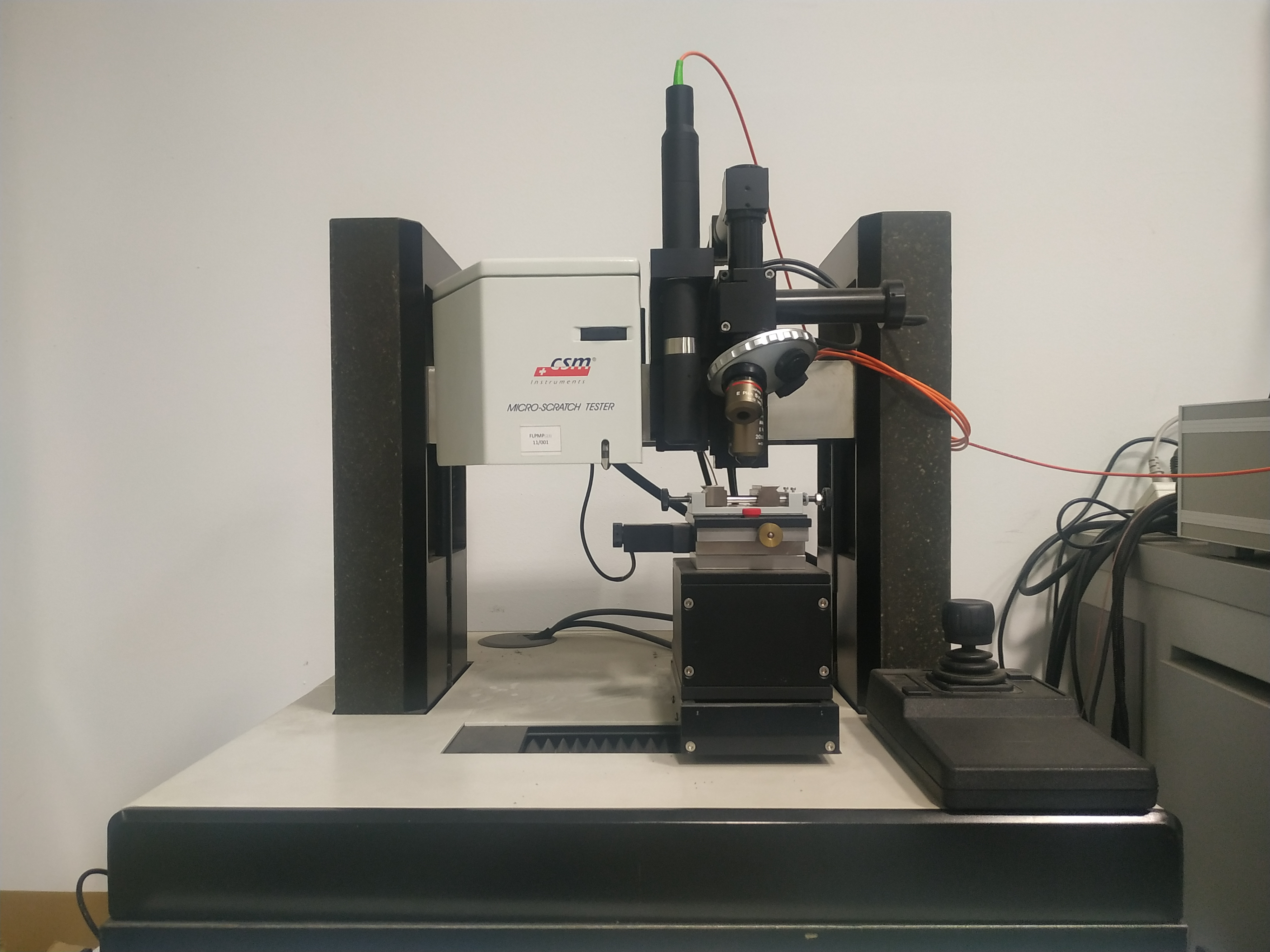
Esempio di uno strumento di (micro-) graffio da laboratorio

La prova di graffio viene utilizzata per definire e quantificare la resistenza al graffio dei materiali. Essa è una tecnica sperimentale di caratterizzazione dei materiali, che rientra nel campo dello studio delle proprietà tribologiche. Nello specifico, la tribologia è quella branca della scienza che studia il contatto tra le superfici di due solidi in moto relativo.
La prova consiste nell’utilizzo di una punta di geometria nota, conosciuta come “indentatore”, che si muove a una determinata velocità rispetto al materiale applicando contemporaneamente una forza costante o crescente (linearmente o come definita dall'operatore) in direzione normale alla superficie del materiale a generare un graffio di determinata lunghezza. Lo strumento misura la resistenza che il materiale oppone al suo scorrimento per tutta la lunghezza di prova. In linea generale, i parametri misurati durante la prova sono: la “profondità di penetrazione” della punta nella superficie del materiale, la “profondità residua” dopo la formazione del graffio, la “forza tangenziale” opposta dal materiale allo scorrimento dell’indentatore e l’analisi dell’”emissione acustica” in caso di rottura o formazioni di cricche nel materiale stesso. Il risultato così ottenuto è un grafico con in ascissa la “lunghezza di graffio”, mentre sull’ordinata sono riportati la “forza tangenziale”, la “profondità di penetrazione”, la “profondità residua” e l’emissione acustica”.

## Sviluppo storico
La crescente richiesta di componenti esteticamente soddisfacenti ha spinto la ricerca verso lo studio e lo sviluppo di materiali caratterizzati da buone proprietà di superficie, nello specifico da una buona resistenza al graffio. Danni o graffi sulla superficie inficiano non solo la funzionalità del componente, agendo come concentratori degli sforzi, ma anche la sua estetica rendendolo inaccettabile per il consumatore.
In generale, per soddisfare questi requisiti, e prevenire quindi la formazione dei graffi, si possono adottare due approcci: l'utilizzo di materiali le cui caratteristiche impediscono la formazione di graffi, ad esempio materiali duri e rigidi (metalli o materiali ceramici); ovvero l'uso di materiali capaci di deformarsi e recuperare totalmente la deformazione imposta (ad esempio le gomme).
Il primo tentativo di classificare i materiali in base alla loro capacità di resistere al graffio risale alla scala di Mohs. I valori numerici di tale scala tuttavia non descrivono quantitativamente una proprietà del materiale, bensì esprimono un rapporto tra la durezza al graffio del materiale preso in considerazione rispetto a un qualunque altro all'interno della scala.
Fu successivamente introdotta la prova della "durezza della matita". Una prova che consiste nell’utilizzo di una matita standard (di durezza nota) che scorre sulla superficie del campione. Partendo dalla matita con durezza più alta, l’operatore applica la stessa pressione durante tutta la prova valutando la formazione o meno di un graffio. La prova prosegue passando a punte di minore durezza fino a quando, applicando sempre la medesima pressione, non si genera un graffio. Alla durezza di quest'ultima matita corrisponde la resistenza al graffio del materiale. La determinazione della presenza del graffio è eseguita visivamente da un operatore esperto. Sebbene questa procedura sia di enorme aiuto nella quantificazione della resistenza al graffio, comunque il risultato del test rimane significativamente operatore-dipendente.
Per ovviare a queste limitazioni, oggi vengono utilizzati strumenti per la "prova di graffio" in grado di descrivere qualitativamente e quantitativamente la resistenza di un materiale al graffio.

## Strumentazione
I principali componenti dello strumento sono rappresentati da:
- Un tavolo mobile, dotato di motore, su cui è situato il porta-campioni. Il movimento del tavolo lungo il piano xy permette il moto relativo tra indentatore e campione. Il tavolo è in grado di muoversi lungo l’asse z in modo tale da permettere il contatto tra punta e campione. La precisione e accuratezza dello spostamento del tavolo (in particolare, lungo l’asse z) dipende dallo strumento utilizzato: macro-, micro- o nano-graffio.

- “Indentatore” o “punta” analoga a quelle comunemente usate per i test di indentazione quasi-statica. Ne esistono di vari tipi in funzione della geometria. Il materiale più comunemente utilizzato è l’acciaio; spesso la punta è ricoperta con diamante, in particolare per lo studio di metalli e materiali ceramici. La geometria degli indentatori è simile a quella dei test di macro-indentazione, ossia sferiche (con raggio variabile), Rockwell (sfero-coniche con angolo di apertura di 120° e raggio della punta sferica variabile), sfero-coniche con angolo di apertura di 90° e raggio variabile, Vickers (a forma di piramide retta a base quadrata e angolo pari a 136°), Berkovich (a forma di piramide a tre lati).

- Un sistema di controllo della forza in grado di applicare e mantenere la forza selezionata (che sia essa costante o che cresca linearmente o che cresca a gradini lungo la lunghezza di prova).

- Un dispositivo per valutare l’emissione acustica, in cui un dispositivo rileva eventuali vibrazioni in relazione a fenomeni di rottura del materiale durante la prova. Il principio di funzionamento è identico ai controlli non distruttivi di analisi dei materiali, per rilevare eventuali rotture del materiale.

- Un computer dotato di software che monitora, registra e elabora i dati, applicando eventuali correzioni legate a inclinazioni del campione.

Lo strumento è in grado di misurare in maniera continua la forza e di determinare istantaneamente la posizione dell'indentatore. Sebbene il principio di funzionamento sia il medesimo, esistono strumenti per il macro-, micro- e nano-graffio in funzione della risoluzione della tecnica (aumentando fino a micro- e nano-Newton rispettivamente).
Esistono strumenti che sfruttano una camera climatica per condurre prove in temperatura.
Esistono strumenti (tuttavia poco comuni) in cui il moto relativo tra materiale e indentatore è generato dal movimento dell'indentatore stesso.
Al giorno d'oggi, i più comuni strumenti per il graffio sono dotati di un microscopio ottico ed un profilometro, direttamente incorporati nello strumento, in modo tale che, una volta eseguita la prova di graffio, il porta-campioni con il materiale in studio si possa spostare (lungo il piano xy) posizionandosi in corrispondenza di questi strumenti. Il microscopio ottico viene utilizzato per l'analisi della morfologia del graffio; il profilometro, invece, permette di ottenere un'informazione sul profilo di una determinata sezione trasversale del graffio.

## Modalità di utilizzo
L'impostazione di una prova di graffio comporta la selezione di alcuni parametri operativi:
1. tipo di indentatore, in funzione del materiale e della prova che si vuole eseguire;
2. forza normale che l’indentatore applica sul campione,  costante o crescente;
3. velocità di scorrimento della punta rispetto al campione, costante o crescente;
4. lunghezza di prova;
5. frequenza di acquisizione dei dati.

Lo strumento può lavorare in diverse modalità:
1. graffio singolo quando l'indentatore esegue un singolo graffio;
2. graffio singolo avanzato quando la prova prevede tre passaggi:[11]
  - “pre-scansione”, la punta scansiona la superficie alla velocità e per la lunghezza precedentemente definite. Tuttavia, in questa prima fase la forza normale applicata è sufficientemente piccola da non danneggiare o deformare plasticamente la superficie del campione. Di norma, utilizzando uno strumento per il micro-graffio una forza tra i 20-30 mN viene considerata sufficientemente piccola da non modificarne la superficie. In questo modo, è possibile ottenere informazioni sulla morfologia superficiale e un dato su eventuali inclinazioni del campione (dovute alla sua intrinseca geometria o ad un errato posizionamento dello stesso nel porta-campioni). Si ottiene l’informazione relativa al “profilo” della superficie;
  - “scansione”, in cui si esegue effettivamente il graffio (secondo i parametri precedentemente determinati) e durante la quale si misura a) la resistenza che il materiale oppone allo scorrimento della punta (“forza tangenziale”), b) la “profondità di penetrazione” (Pd) della punta valutata rispetto al valore di riferimento della superficie del materiale (in relazione al valore di riferimento ottenuto nella pre-scansione) e c) l’emissione acustica dovuta ad eventuali fenomeni di rottura del materiale;
  - “post-scansione” per valutare la morfologia del graffio risultante e determinare la “profondità residua” (Rd) del graffio (rispetto al dato di riferimento del profilo superficiale ottenuto nella "pre-scansione" e a quella della profondità di penetrazione Pd ricavato nella "scansione"). Tra una scansione e la successiva, la punta torna al punto di inizio del graffio senza applicare un carico, con la stessa velocità di spostamento, senza quindi acquisire dati.
3. Mappa di graffio, lo strumento esegue un numero predefinito di graffi avanzati, equamente spaziati l'uno dall'altro.
4. Graffio singolo multi-passaggio, la "scansione" viene eseguita avanti e indietro in direzioni opposte, lungo uno stesso percorso.

## Interpretazione dei risultati
Lo scopo delle prove di graffio è di quantificare la resistenza al graffio del materiale valutando parametri direttamente o indirettamente ricavabili dai risultati.
I parametri direttamente derivabili sono:
1. profondità di penetrazione Pd, dà una prima diretta indicazione della resistenza che il materiale oppone alla penetrazione dell’indentatore;
2. profondità residua Rd, che restituisce un'indicazione della risposta del materiale una volta che il materiale è stato deformato dall'indentatore;
3. forza tangenziale Ft, opposta dal materiale allo scorrimento dell'indentatore;
4. emissione acustica, in caso di eventuali rotture o fratture del materiale.

I parametri che vengono comunemente derivati sono:
1. indice di recupero elastico (IRE), calcolato con la seguente equazione, da cui si ricava un’immediata idea della percentuale di deformazione che viene recuperata elasticamente:
{\displaystyle IRE\left(\%\right)={\frac {P_{d}-R_{d}}{P_{d}}}\cdot 100}
2. coefficiente di attrito (COF), valutato come il rapporto tra la forza tangenziale Ft e la forza normale Fn imposta.
{\displaystyle COF={\frac {F_{t}}{F_{n}}}}
3. durezza al graffio (la stessa grandezza introdotta solo qualitativamente da Mohs), definita come il rapporto tra la forza normale Fn imposta e l’area di contatto Ac tra indentatore e campione. Essendo un rapporto tra forza e area, l’unità di misura è Pa.
{\displaystyle H_{s}={\frac {F_{n}}{A_{c}}}}
Consideriamo che, ad una data profondità di penetrazione, il materiale sia a contatto con tutta la superficie dell'indentatore e definiamo "A" questa superficie. La precedente equazione si può meglio definire come:
{\displaystyle H_{s}={\frac {q\cdot F_{n}}{A}}}
dove "q" rappresenta un parametro relativo alla risposta meccanica del materiale. Se il materiale è perfettamente elastico, ovvero recupera completamente la deformazione imposta, allora "q" è pari a 1 (e quindi il materiale è a contatto con tutta la superficie dell'indentatore ad una data profondità di penetrazione); se il materiale è invece perfettamente plastico, ovvero il materiale non recupera elasticamente la deformazione, allora "q" è pari a 2. Per materiali viscoelastici (come i materiali polimerici), "q" varia tra 1 e 2.
A queste valutazioni viene spesso associata l’analisi o con il microscopio ottico della morfologia del graffio e un’analisi del profilo residuo del solco eseguita tramite profilometro con la quale si ottiene un’informazione della larghezza del graffio e dell’eventuale accumulo di materiale ai bordi del graffio stesso.

## Applicazioni generali
La prova di graffio è molto versatile e permette la valutazione di vari aspetti legati alle proprietà di superficie dei materiali. Non a caso è attualmente una tecnica ampiamente utilizzata a livello industriale per valutare le proprietà legate all'interazione tra le superfici di materiali in moto relativo. La tecnica trova applicazione nello studio di materiali polimerici, metalli, ceramici, gomme e materiali compositi, nei più svariati settori, da quello automobilistico fino alla produzione di componenti ottici (lenti) o al settore dei rivestimenti (vernici).
Una prima area di interesse riguarda la valutazione della forza critica alla quale si ha rottura del materiale, spesso associandola ai meccanismi con cui il materiale si deforma quando sollecitato da un corpo esterno. In maniera analoga, è possibile la determinazione della forza di adesione di un rivestimento depositato su un substrato, ad esempio valutando l'interazione di diverse vernici con uno stesso substrato o della stessa vernice depositata su substrati differenti.
Una seconda area è rappresentata dallo studio della resistenza al graffio del materiale, con l'obiettivo di mettere in relazione le proprietà del materiale alla sua capacità di accomodare e resistere alla deformazione imposta. La valutazione di questo parametro permette un confronto quantitativo tra diversi materiali.
Una terza area di applicazione riguarda lo studio del processo di usura abrasiva. Lo strumento permette inoltre di valutare il coefficiente di attrito di un materiale, anche nell'analisi di vernici, in associazione a parametri quali la rugosità superficiale. In questo senso, vari studi evidenziano come un maggiore coefficiente di attrito implichi una maggiore suscettibilità al graffio del materiale.

## Esempi

### Calcolo dei carichi critici

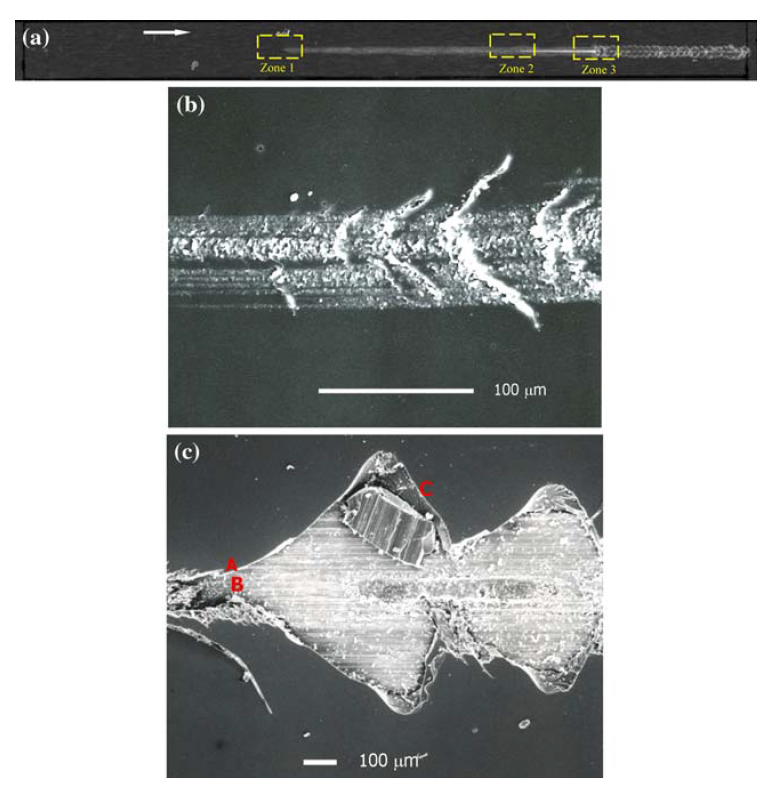
Esempio di prova di graffio a carico crescente per la determinazione del carico critico in corrispondenza del quale si ha l'inizio della rottura coesiva e successivamente rottura adesiva (distacco) del rivestimento dal substrato. In alto: immagine ottenuta al microscopio ottico della morfologia del graffio. Si evidenziano tre punti: il primo indica l'inizio della visibilità ottica del graffio ("zone 1"), il secondo l'inizio della formazione di cricche ("zone 2") e il terzo l'inizio del distacco del rivestimento ("zone 3"). In basso: immagini ottenute al microscopio elettronico per esaminare la morfologia del graffio. Nello specifico, sono evidenziati un primo carico critico in cui si identifica l'inizio del fenomeno di rottura coesiva del rivestimento ("zone 2") e un secondo carico critico in corrispondenza del quale si ha completo distacco dal substrato ("zone 3")..

Un parametro utile all’interpretazione delle prove di graffio è il cosiddetto “carico critico”. La prova, condotta a carico crescente, permette di individuare la forza in corrispondenza della quale si evidenzia la formazione di cricche. Nel caso di rivestimenti, è possibile identificare anche un secondo carico critico in corrispondenza del quale si osserva il distacco del rivestimento dal substrato. Nel primo caso, il "carico critico" è legato alla rottura coesiva del materiale o del rivestimento; nel secondo, esso è legata alla rottura adesiva del rivestimento. Oltre alla determinazione visiva dei fenomeni di rottura e delaminazione, è possibile riscontrare una netta discontinuità nelle curve della forza tangenziale, profondità di penetrazione e profondità residua in corrispondenza dell'inizio di questi fenomeni.
1. Calcolo del carico critico (rottura coesiva)
La prova viene eseguita in accordo con la norma ASTM D7027-05. La morfologia del graffio viene osservata al microscopio ottico (o con qualunque altro strumento per l’osservazione della superficie) e viene determinato il punto in corrispondenza della rottura del materiale. A tale punto si associa il “carico critico” (o “forza critica”). Il suo valore può essere calcolato come descritto dall’equazione seguente, in cui “Fc” è la forza critica, “Ls” è la lunghezza di graffio, “x” è la lunghezza determinata tra il primo punto in cui si evidenzia un danno e l’estremo del graffio stesso mentre “Ff” and “F0” sono rispettivamente la forza finale e iniziale.
{\displaystyle F_{c}={\frac {L_{s}-x}{L_{s}}}\cdot \left(F_{f}-F_{0}\right)+F_{0}}
2 Calcolo del carico critico (rottura adesiva)
L’applicazione di rivestimenti a substrati di varia natura ha accresciuto l’interesse alla determinazione della forza di adesione tra le due parti; la prova viene eseguita in accordo con lo standard ASTM C1624-05. La versatilità della prova di graffio risiede anche nella possibilità di determinare questa proprietà. Il fenomeno è osservabile sulle curve della forza tangenziale, della profondità di penetrazione e della profondità residua. L’osservazione ottica della superficie di graffio conferma il fenomeno di rottura e distacco della vernice.

### Calcolo della durezza al graffio
La durezza al graffio è un parametro comunemente calcolato per valutare la capacità di un materiale di resistere all'azione meccanica indotta sulla superficie da un corpo esterno. La prova viene eseguita a forza normale costante (solitamente eseguendo una mappa di graffio); la durezza al graffio viene definita come il rapporto tra la forza normale imposta e l'area di contatto tra l'indentatore e il materiale studiato. La valutazione dell'area di contatto è un passaggio fondamentale per avere un valore veritiero e riproducibile di durezza al graffio.
Per migliorare la capacità di un materiale di resistere al graffio e per poter selezionare a priori il materiale con le caratteristiche desiderate, è necessario studiare la relazione tra le proprietà meccaniche del materiale e la sua capacità di resistere al graffio. Ad esempio, si evidenzia come la durezza al graffio sia maggiore all'aumentare del modulo di Young del materiale o in materiali con un elevato sforzo di snervamento. Esiste un modello semi-empirico, il modello di Pelletier, in cui la durezza al graffio è descritta in funzione di un fattore "X", definito come "fattore reologico", che è proporzionale al rapporto tra modulo di Young e sforzo di snervamento; è quindi possibile prevedere la risposta del materiale al graffio a partire dalla conoscenza delle proprietà meccaniche del materiale. Il modello è derivato da un'analisi agli elementi finiti (FEA).

### Prove di usura
Eseguendo un graffio singolo multi-passaggio è possibile eseguire prove di usura abrasiva. Dopo aver selezionato la lunghezza di graffio e la velocità di scorrimento dell'indentatore, la prova viene eseguita a forza normale costante per un certo numero di cicli, ovvero l'indentatore percorre lo stesso percorso per il numero di cicli selezionato. Il carico viene successivamente aumentato, ripetendo la procedura precedente. Tramite l'analisi ottica della superficie di graffio al termine della prova è possibile calcolare la quantità di materiale rimossa durante il processo per ogni carico imposto.

## Combinazione con altre tecniche
La prova di graffio viene spesso combinata con altre tecniche di caratterizzazione della superficie dei materiali con l'obiettivo di ricavare informazioni relative al comportamento del materiale. In alternativa al microscopio ottico e il profilometro, che sono spesso integrati nello strumento di graffio, il microscopio elettronico e il microscopio confocale vengono comunemente sfruttati per valutare la morfologia del graffio risultante. Per mezzo di queste tecniche, si ottengono informazioni sulla rugosità superficiale, sulla morfologia del graffi e, conseguentemente, sul meccanismo di deformazione del materiale.
Nell'industria automobilistica nello specifico la valutazione della resistenza al graffio di un materiale viene legata alla sua visibilità ottica nel tentativo di riprodurre la percezione visiva del consumatore; la prova di graffio viene quindi usata in combinazione con il glossmetro, valutando la perdita di intensità della luce rispetto alla componente incidente sia nella direzione di riflessione speculare sia nella direzione di riflessione non speculare. A confronto dei risultati così ottenuti, vengono condotti test psicofisici da operatori esperti che analizzano e determinano quali graffi sono visibili.